# Campi (Genova)
Campi è un quartiere del comune di Genova, situata nella bassa Val Polcevera, già compresa nell'ex circoscrizione di Cornigliano. Nella ripartizione amministrativa del comune in vigore dal 2007 costituisce un'unità urbanistica del Municipio VI Medio Ponente. Sede per quasi un secolo di grandi industrie siderurgiche e meccaniche, dagli anni novanta ospita centri commerciali e piccole e medie imprese commerciali e manifatturiere.

## Descrizione

### Territorio
Il territorio di Campi è situato in un'area pianeggiante sulla riva destra del torrente Polcevera, a poca distanza dalla foce, ai piedi della collina di Coronata. Il torrente Polcevera divide Campi dai quartieri di Sampierdarena e Rivarolo. A nord Campi confina con l'area di Borzoli, compresa nella stessa circoscrizione di Rivarolo, mentre a ovest la collina di Coronata costituisce il confine dell'unità urbanistica con il resto del quartiere di Cornigliano.

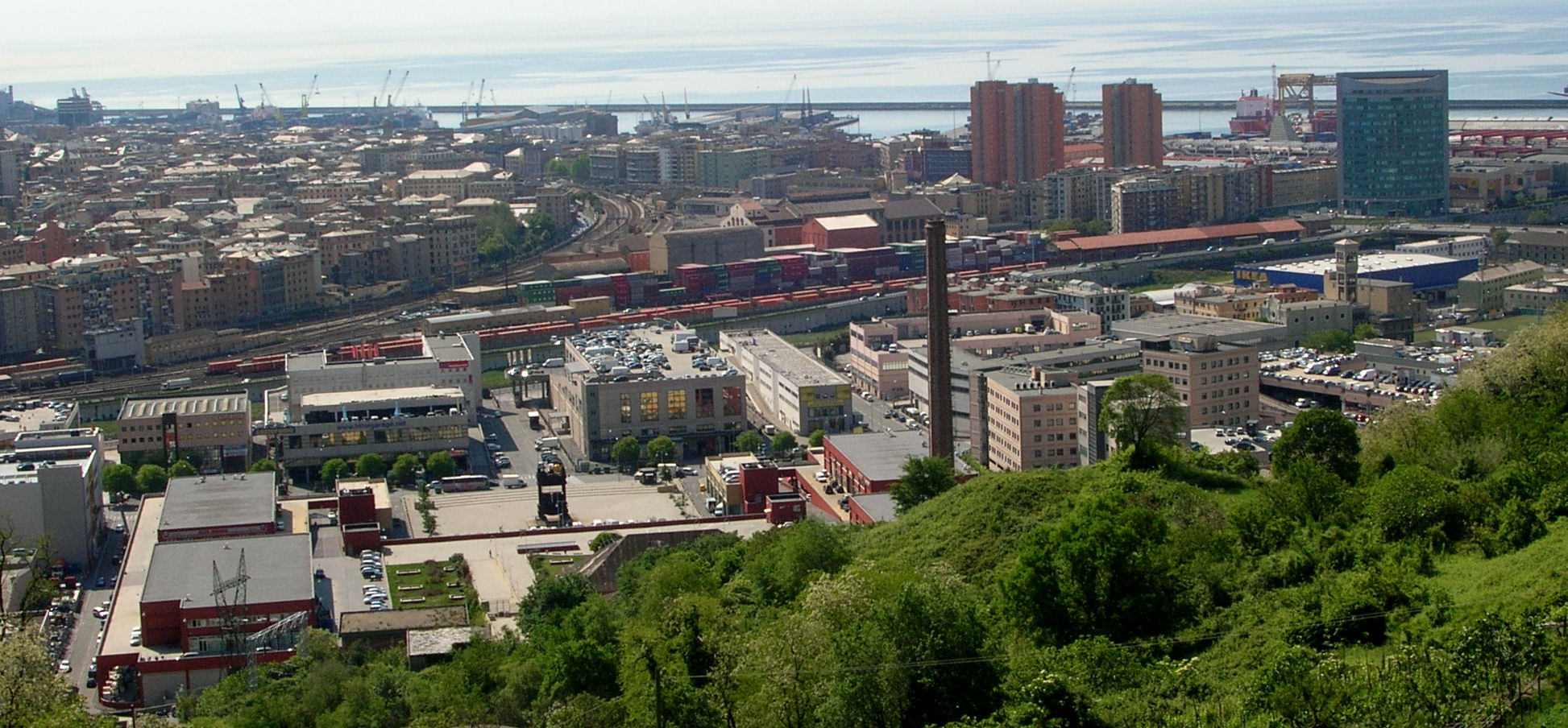
Veduta di Campi (in primo piano) da Coronata, sullo sfondo Sampierdarena e l'area della Fiumara (sulla destra)

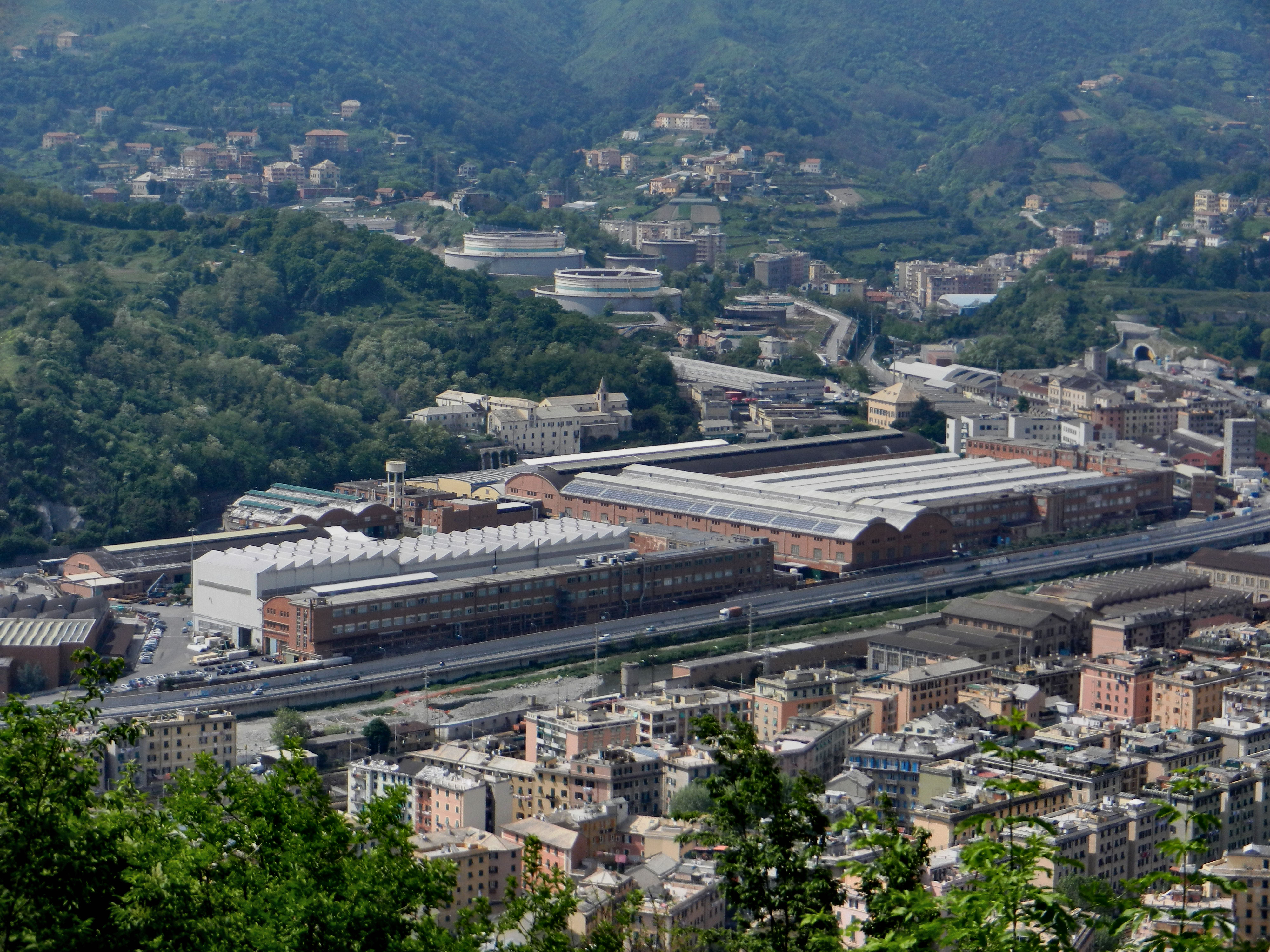
I capannoni dell’Ansaldo nella zona nord di Campi; sullo sfondo la Badia del Boschetto

L'area si sviluppa per circa 2,5 chilometri lungo la sponda destra del Polcevera; la zona a sud, occupata da centri commerciali e piccole e medie aziende, è stata ricavata con le opere di dismissione degli impianti industriali che vi sorgevano fino agli anni ottanta (in particolare l'ex complesso siderurgico dell'Italsider, già SIAC).
La parte più a nord, tuttora occupata dallo stabilimento di Ansaldo Energia, più che con Cornigliano, di cui amministrativamente fa parte, si relaziona con il quartiere di Rivarolo, situato di fronte, sulla sponda sinistra del Polcevera.

## Demografia
Campi è, dopo quella di Bavari, l'unità urbanistica meno popolata del comune di Genova e contava al 31 dicembre 2022 una popolazione di 1 102 residenti.
Oggi le poche case sono concentrate soprattutto attorno alla chiesa di Nostra Signora di Lourdes e al campo sportivo Italo Ferrando (terreno di gioco della squadra di calcio della Corniglianese), mentre il resto del quartiere è occupato dagli insediamenti produttivi e commerciali. Nella zona a nord, quasi interamente occupata dallo stabilimento Ansaldo, i soli insediamenti residenziali sono i quattro caseggiati in corso Perrone, nella località popolarmente chiamata appunto "Quattro palazzi", toponimo utilizzato anche dall'AMT per identificare la corrispondente fermata dei mezzi pubblici.

## Storia
Fino all'Ottocento era una zona agricola, da cui il nome, e ospitava anche residenze estive di famiglie patrizie genovesi. Tra i primi insediamenti nobiliari a Campi si trovano quelli delle famiglie Doria, Centurione, Imperiale e Piuma.
All'epoca della repubblica democratica, tra il 1799 e il 1800, il principe Imperiale, sostenitore dei francesi, era solito organizzare nella sua villa di Campi delle feste alle quali partecipava l'élite repubblicana filo-francese. A queste feste ebbe occasione di partecipare Ugo Foscolo, che si era arruolato nella Guardia Nazionale e prendeva parte con le truppe francesi alla difesa di Genova; qui il poeta nell'ottobre del 1799 conobbe la giovane Luigia Ferrari, moglie del patrizio genovese Domenico Pallavicini, che pochi mesi prima aveva avuto il volto deturpato a causa di una caduta da cavallo; in suo onore tra l'estate e l'autunno del 1800 compose l'ode A Luigia Pallavicini caduta da cavallo.
Il 2 maggio 1800, durante l'assedio di Genova da parte di austriaci ed inglesi, i soldati francesi del generale Massena partendo da Campi e da Rivarolo tentarono di distruggere una postazione di cannoni nemici sulla collina di Coronata ma l'attacco fallì per la pronta reazione degli austriaci. Massena perse numerosi uomini, tra cui il generale Giuseppe Fantuzzi (amico e protettore del Foscolo); il Foscolo stesso rimase ferito leggermente in uno scontro all'arma bianca.

### L'industrializzazione
Intorno alla metà dell'Ottocento nella zona sorsero alcune industrie tessili, ma fu solo intorno alla fine del secolo che la zona di Campi divenne uno dei principali poli industriali genovesi.
Con l'apertura delle Fonderie Ansaldo, nel 1898, orti e frutteti che caratterizzavano il tipico paesaggio agrario genovese scomparvero per far posto a capannoni, magazzini e ciminiere.
L'industrializzazione faceva seguito al progetto di sviluppo definito dalla classe dirigente dell'epoca, la Sinistra storica, che vedeva proprio nella crescita industriale, sostenuta dallo Stato, le premesse per fare dell'Italia una solida potenza economica.
L'azienda siderurgica, passata nel 1902 sotto il controllo di Ferdinando Maria Perrone, visse il suo maggiore momento di crescita fino alla prima guerra mondiale, poi fu travolta dalla crisi postbellica. Gli eredi di Perrone nel 1921 lasciarono l'azienda, che passò sotto il controllo di un consorzio di banche coordinate dalla Banca d'Italia, evitando così il fallimento, poi dal 1925 fu controllata da una società del Credito Italiano. La ripresa fu frenata dalla crisi del 1929 finché nel 1933, con la creazione dell'IRI lo Stato si fece carico direttamente dell'azienda, acquisendone le attività. Nel 1934 l'attività siderurgica fu scorporata dall'Ansaldo, creando un'impresa separata, la SIAC, che sotto la guida di Agostino Rocca nella seconda metà degli anni trenta si risollevò dalla crisi grazie anche alle commesse pubbliche legate alla politica di riarmo del fascismo, con una notevole crescita dei dipendenti, che erano scesi al minimo storico nel 1932. Nell'immediato secondo dopoguerra l'IRI decise la realizzazione del nuovo stabilimento siderurgico di Cornigliano dell'Italsider. Nel 1961 l'Italsider incorporò anche la SIAC. A partire dagli anni settanta la fase di espansione economica ebbe termine e nel decennio successivo, dopo novant'anni di attività, venne decisa la chiusura degli impianti di Campi.
Al momento della chiusura, nel 1988, gli stabilimenti della Finsider davano lavoro a circa 1200 persone ed avevano una capacità produttiva di 90.000 tonnellate di lamiere (produzione trasferita negli stabilimenti di Taranto).

### La riconversione

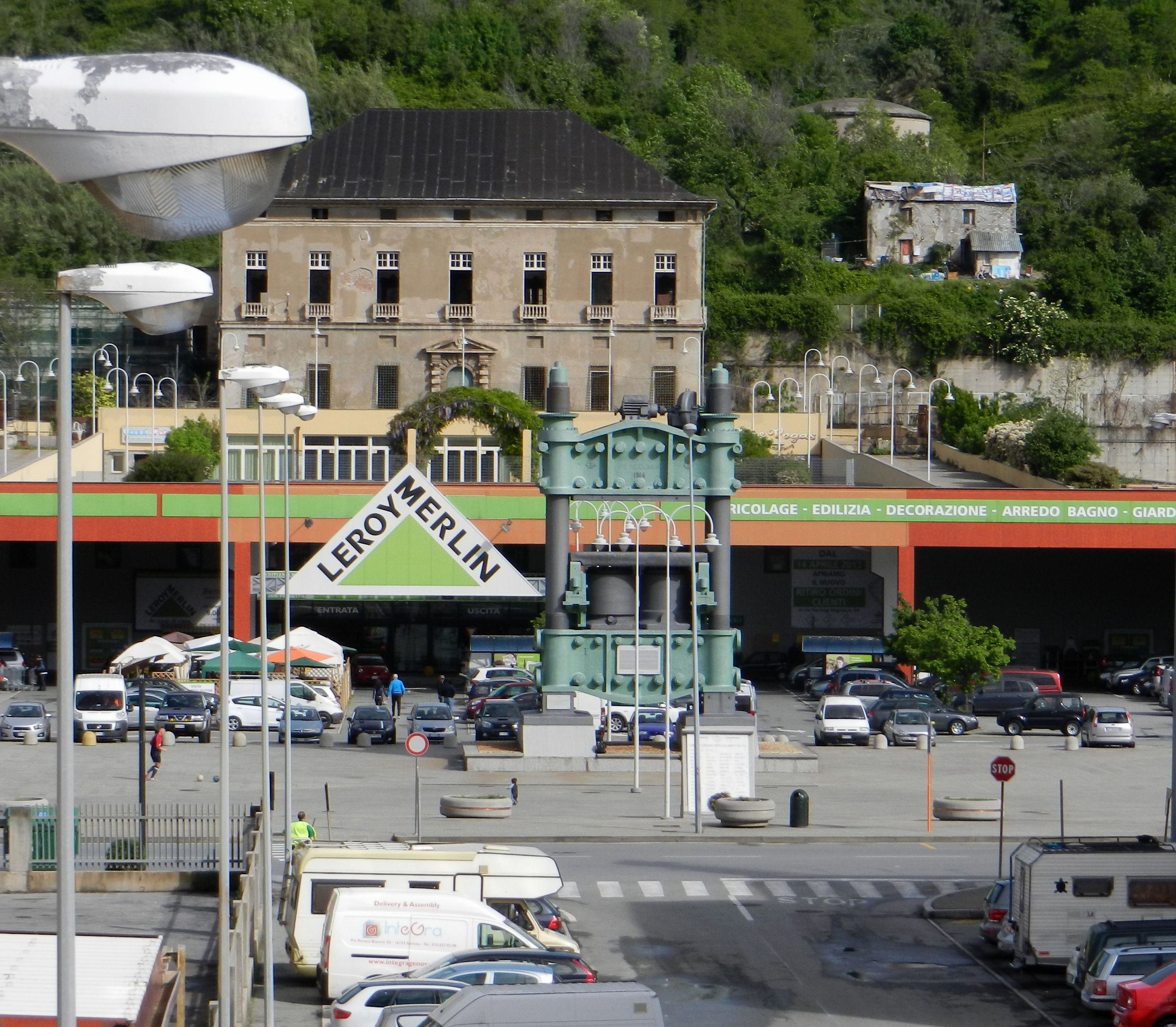
La piazza antistante i centri commerciali di Campi

Con la ristrutturazione urbanistica di fine XX secolo, l'area è stata destinata a insediamenti di tipo commerciale (numerosi sono i centri commerciali presenti nella zona con i punti vendita di alcune importanti catene di distribuzione) o del terziario avanzato (nuove tecnologie, elettronica, meccanica fine).
A testimonianza del passato industriale dell'area è stata conservata, al centro della piazza antistante i centri commerciali, la grande pressa dell'ex acciaieria, restaurata nel 2011.
Questa pressa da 12.000 tonnellate, utilizzata per la fucinatura a caldo delle lamiere, era stata costruita nel 1914 dalla ditta tedesca Haniel & Lueg e rimase in funzione fino alla chiusura dell'impianto, nel 1988.
In un primo momento al margine di corso F.M. Perrone era stata lasciata anche una delle ciminiere dell'acciaieria, alta 80 m, poi demolita nel gennaio 2010.

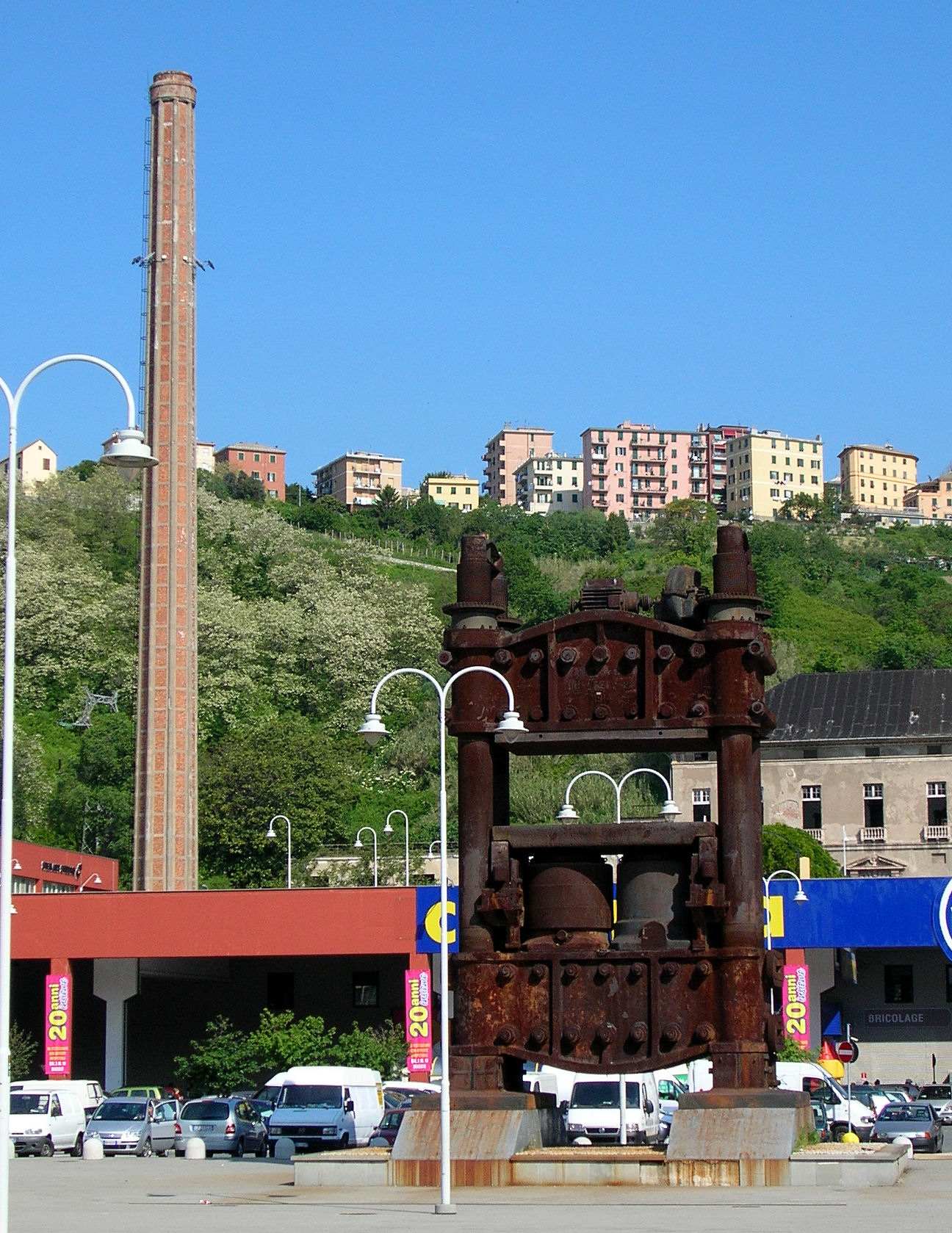
La pressa di Campi nel 2008; sullo sfondo compare ancora la ciminiera, poi demolita all'inizio del 2010
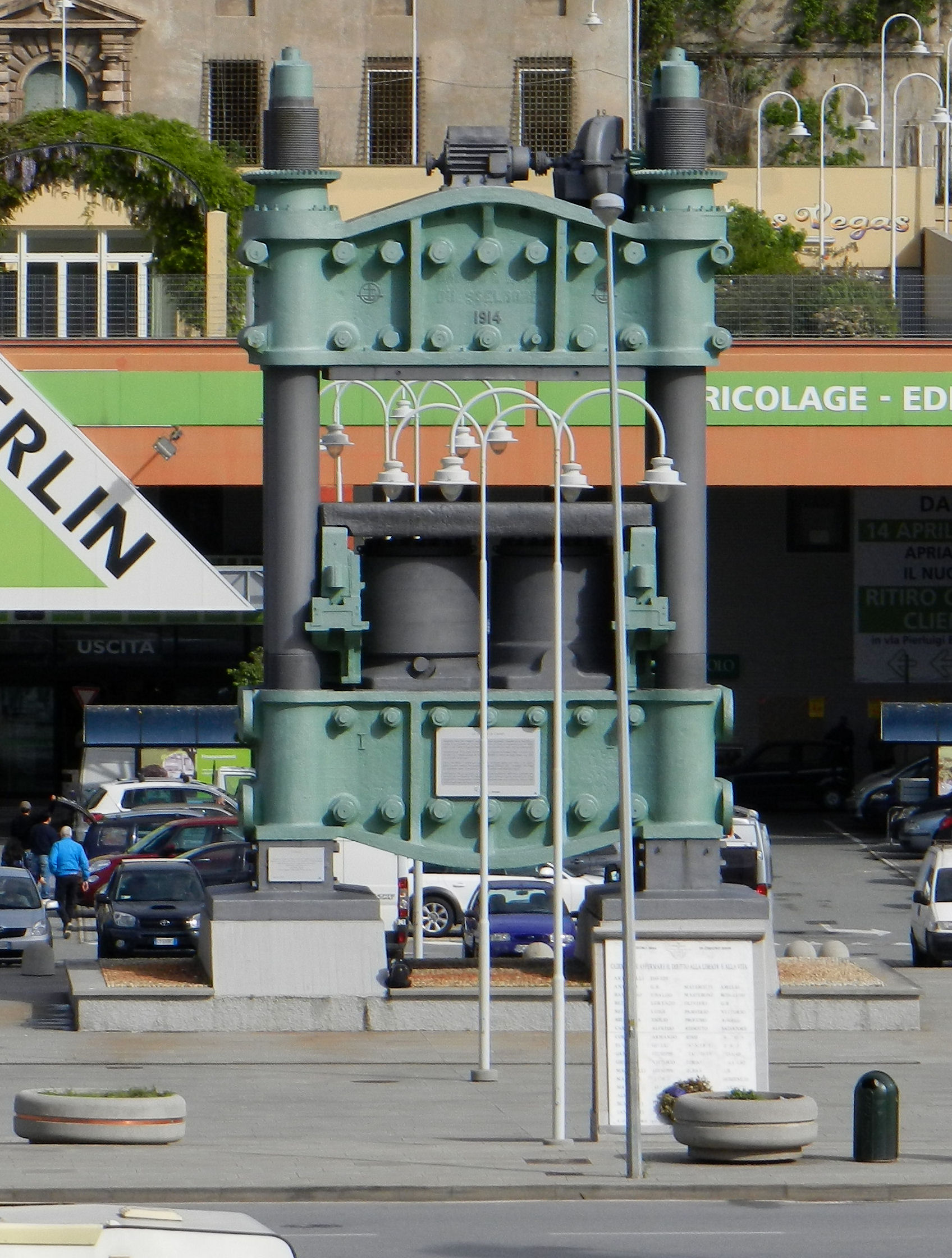
La pressa di Campi dopo il restauro del 2011
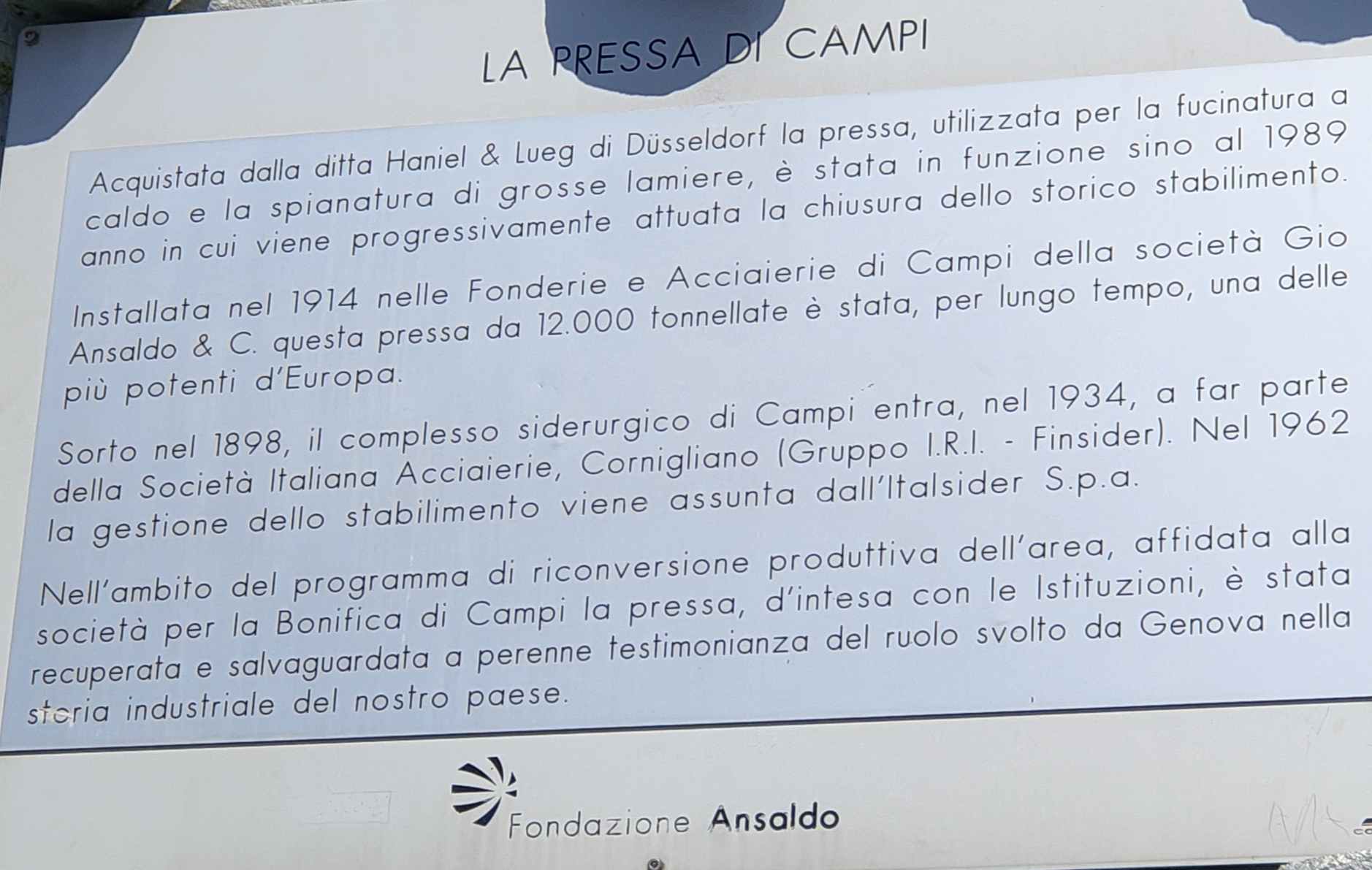
Cartello della fondazione Ansaldo
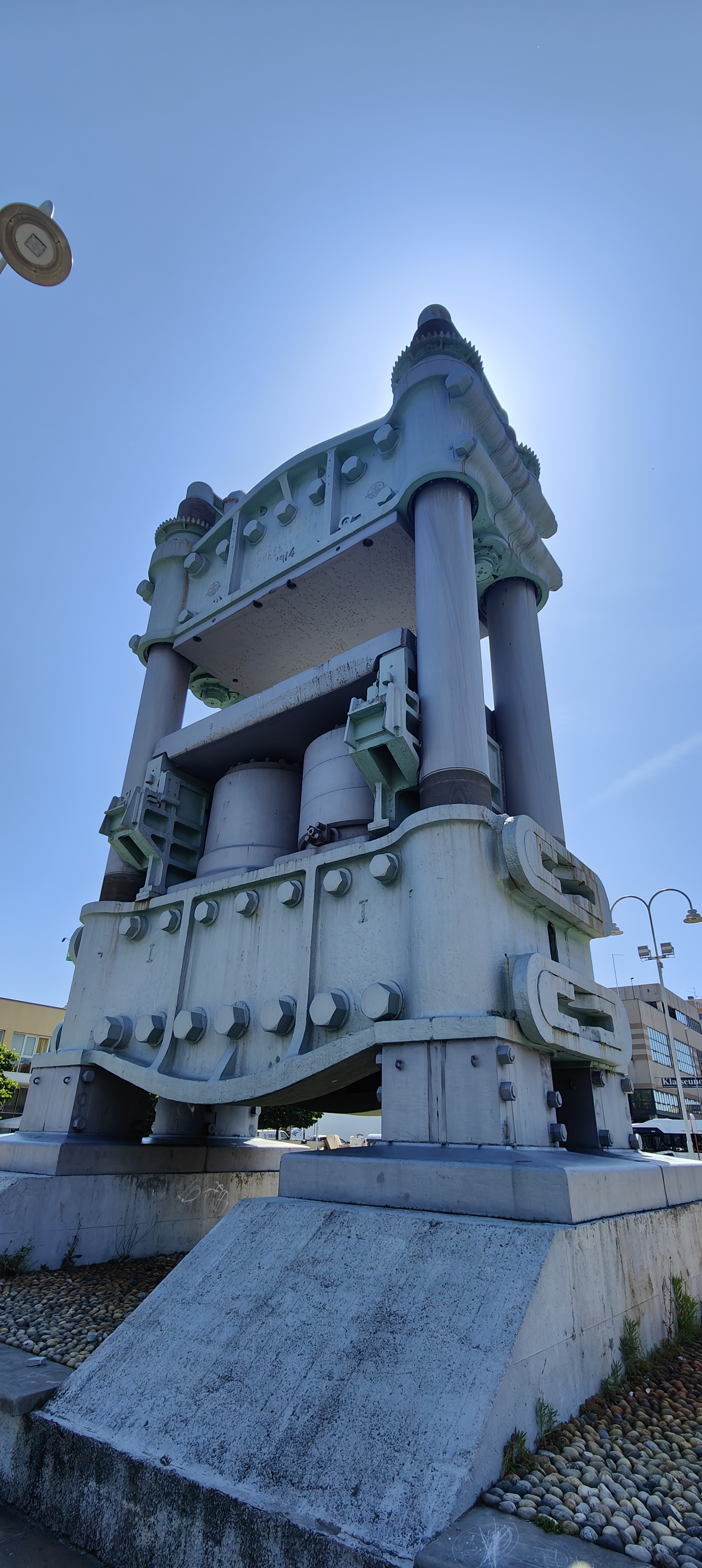
La parte posteriore della pressa idraulica del 1914

In corso Perrone, alle spalle degli stabilimenti Ansaldo, accanto al viadotto Genova San Giorgio dell'autostrada A10, è ancora presente un gasometro in disuso dell'AMGA.
Un'altra testimonianza del passato industriale dell'area è il grande rifugio antiaereo scavato negli anni quaranta sotto la collina di Coronata, destinato ai dipendenti della SIAC che qui trovavano protezione durante i frequenti bombardamenti aerei alleati degli anni 1943 e 1944. L'accesso si trova sul retro dei centri commerciali, dove una breve galleria sotto a corso F.M. Perrone immette al rifugio vero e proprio, posto al di sotto della retrostante collina. Il rifugio è visitabile con visite guidate organizzate dal Centro Studi Sotterranei di Genova.

## Monumenti e luoghi d'interesse

### Architetture civili

#### Villa Imperiale Casanova

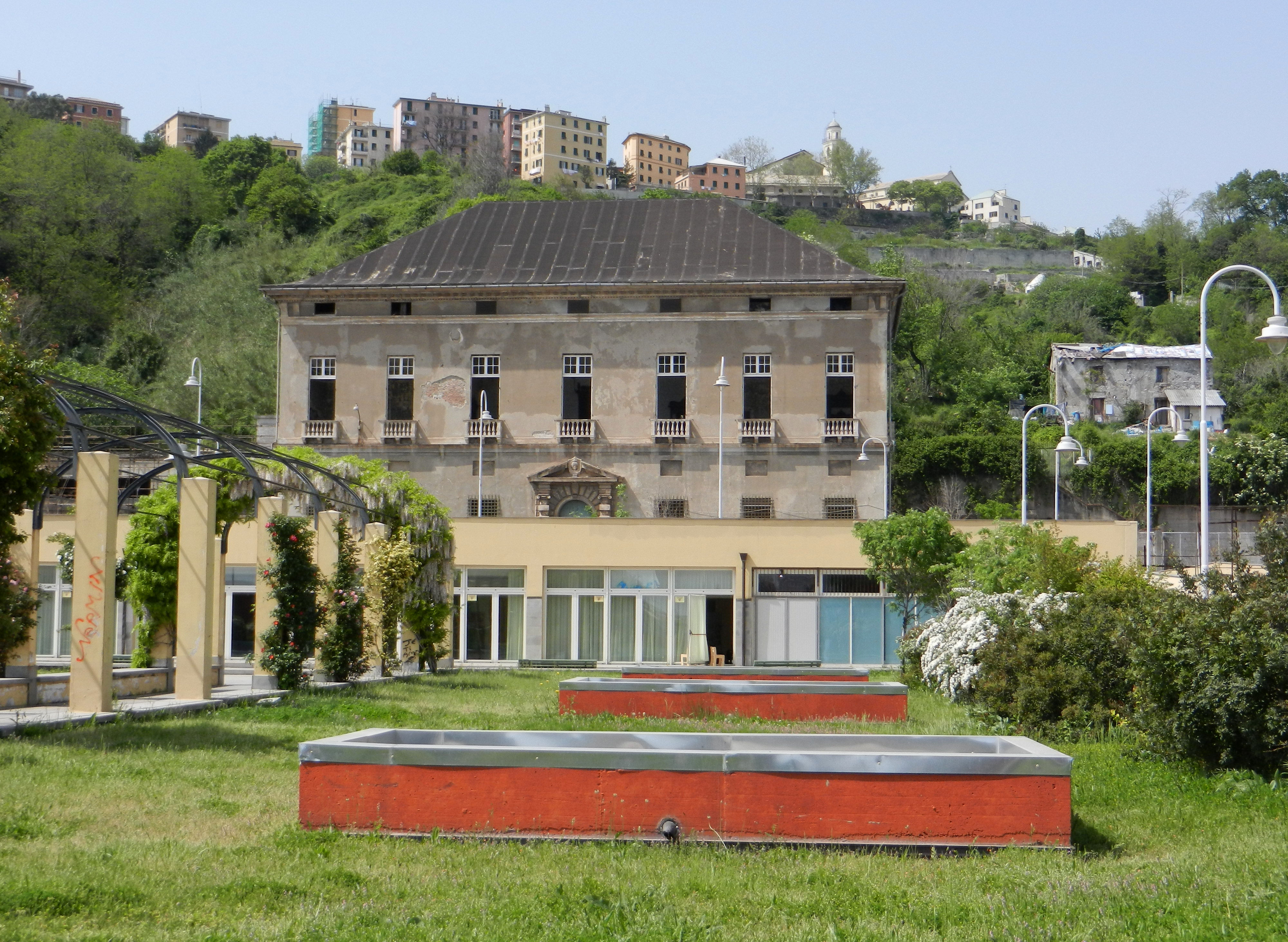
Villa Imperiale Casanova

La residenza suburbana della famiglia Imperiale, costruita dagli Spinola nella seconda metà del XVI secolo fu sede, al tempo della Repubblica di Genova, di ricevimenti e banchetti per ospiti illustri prima dell'ingresso ufficiale in città. La villa, che sorge alle spalle degli attuali centri commerciali sul pendio della collina di Coronata, abbandonata da anni versa in stato di degrado; varie ipotesi sono state avanzate per il suo recupero (sede della Fondazione Ansaldo, oggi ospitata nella villa Cattaneo Dellepiane di Fegino, oppure centro sanitario polivalente) ma ad oggi non è stata ancora avviata nessuna attività di ristrutturazione.
La struttura della villa riprende il modello architettonico delle prestigiose residenze patrizie di Strada Nuova costruite in quello stesso periodo.

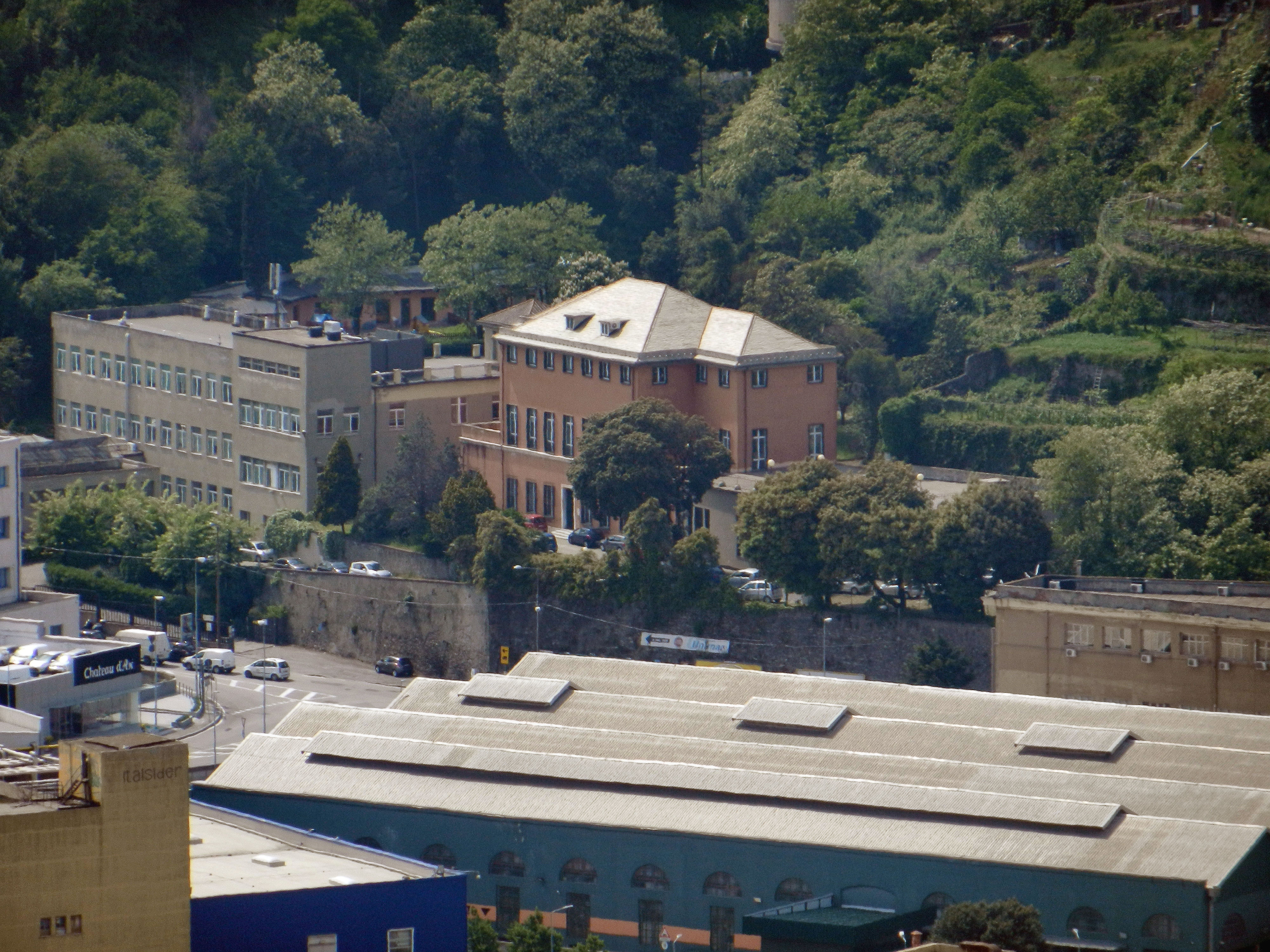
Villa Balbi Brignole

#### Villa Balbi Brignole
Accanto alla villa Imperiale sorge la settecentesca villa Balbi-Brignole, che ai tempi dell'industrializzazione ospitava il "Centro di ricerche siderurgiche" dell'Italsider. In seguito ha ospitato l'INFM, mentre oggi vi ha sede l'Istituto SPIN del CNR , che si occupa di ricerca nel campo dei superconduttori. Ospita anche le sedi di lavoro presso Genova dell'Unità Comunicazione e Relazioni con il Pubblico e dell'Unità Valorizzazione della Ricerca afferenti alla sede centrale del CNR e inoltre l'"Associazione Festival della Scienza".

### Architetture religiose

#### Chiesa di N.S. di Lourdes

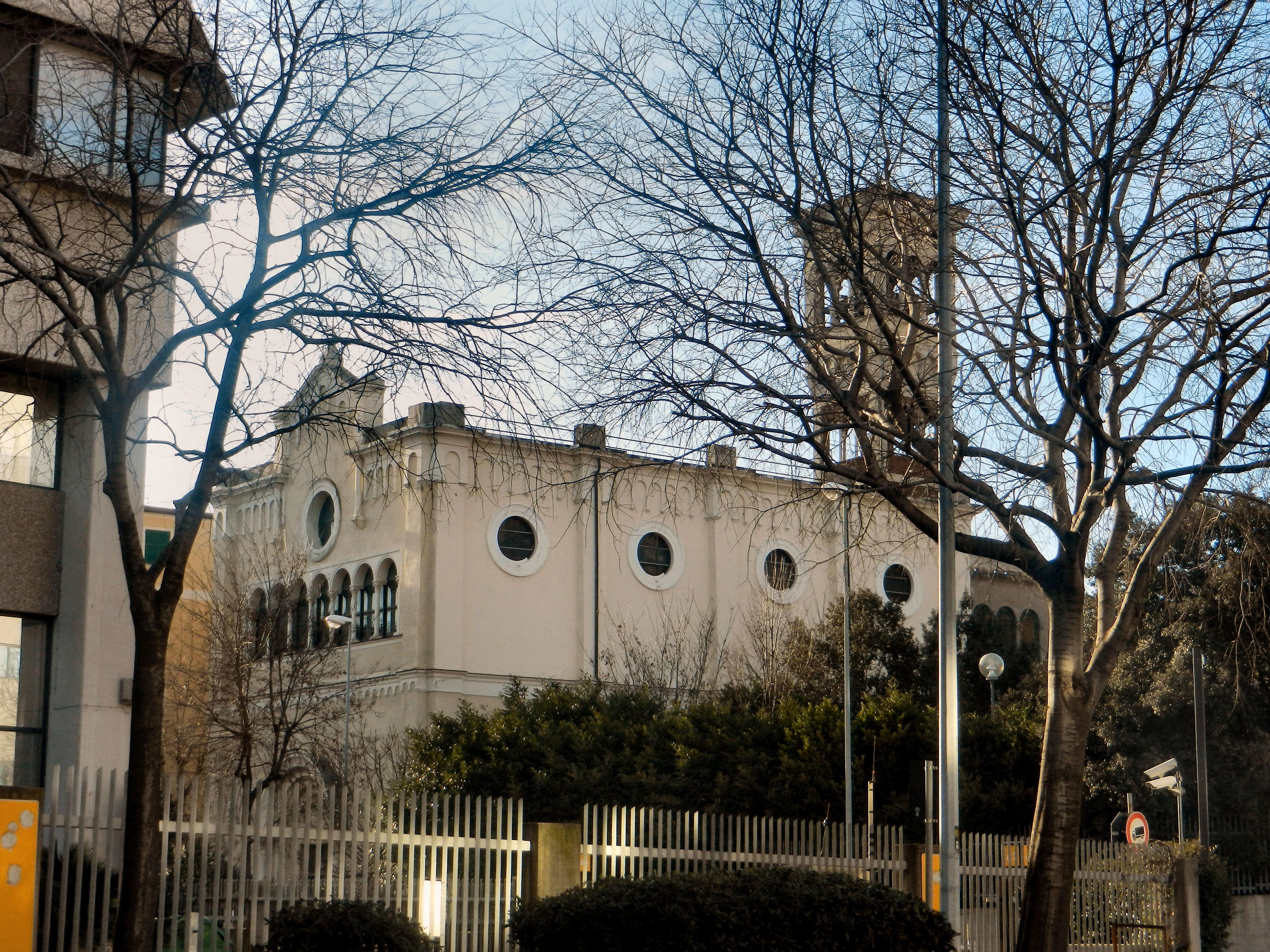
Chiesa di N.S. di Lourdes in Campi

La "chiesa di N.S. di Lourdes in Campi" è una chiesa cattolica parrocchiale che fa parte del vicariato di "Cornigliano" dell'arcidiocesi di Genova.

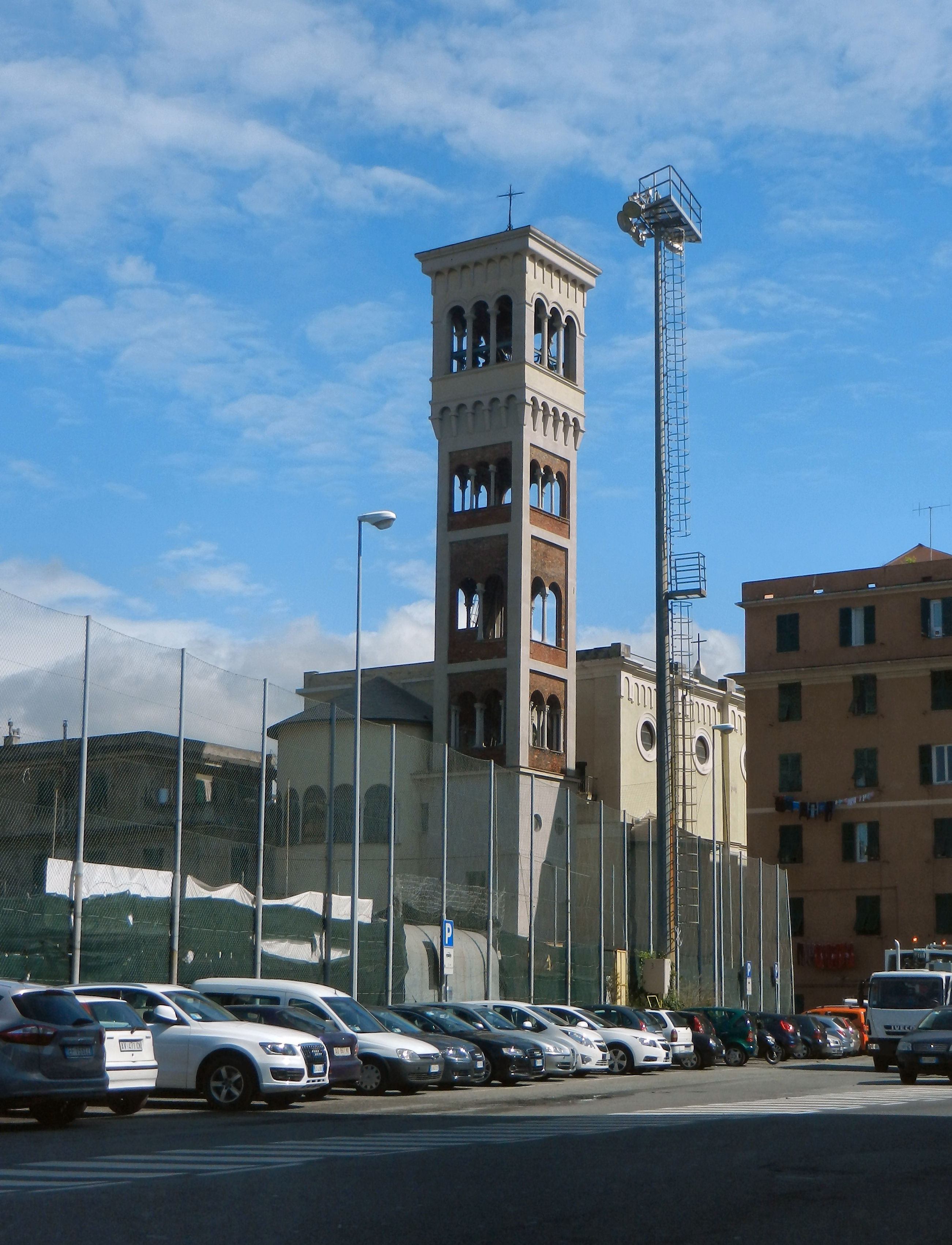
Il campanile neoromanico della chiesa di N.S. di Lourdes

Si accenna per la prima volta all'esistenza di una chiesa nella località Campi di Cornigliano in un documento notarile del 17 aprile 1250; nulla si sa di questo edificio religioso, dedicato a San Siro, del quale non restano tracce.
Nei secoli successivi nella zona sorse una cappella gentilizia dei Doria, dedicata a S. Erasmo, demolita nel 1916 per fare spazio agli insediamenti industriali che stavano cambiando il volto del quartiere.
Nel frattempo, nel 1907, era stata costruita una cappella per iniziativa dell'arcivescovo mons. Edoardo Pulciano, che l'anno seguente avrebbe benedetto la prima pietra della nuova chiesa, la prima in Liguria dedicata a Nostra Signora di Lourdes.
Costruita su progetto dell'architetto Maurizio Bruzzo in stile neoromanico, la chiesa, a navata unica e con un alto campanile, fu inaugurata nel 1914 e divenne parrocchia autonoma nel 1916.
L'altare maggiore in marmo e bronzo è opera dello scultore Antonio Ricchino (noto soprattutto come autore dell'edicola in marmo della Madonna della Guardia nel santuario sul M. Figogna).
La statua marmorea dell'Immacolata che si trova sull'altare maggiore è opera di Giacinto Pasciuti (1876-1941).
Le vetrate del coro si devono al maestro vetraio francese Louis Balmet (1876-1957) di Grenoble.

#### Abbazia di San Nicolò del Boschetto

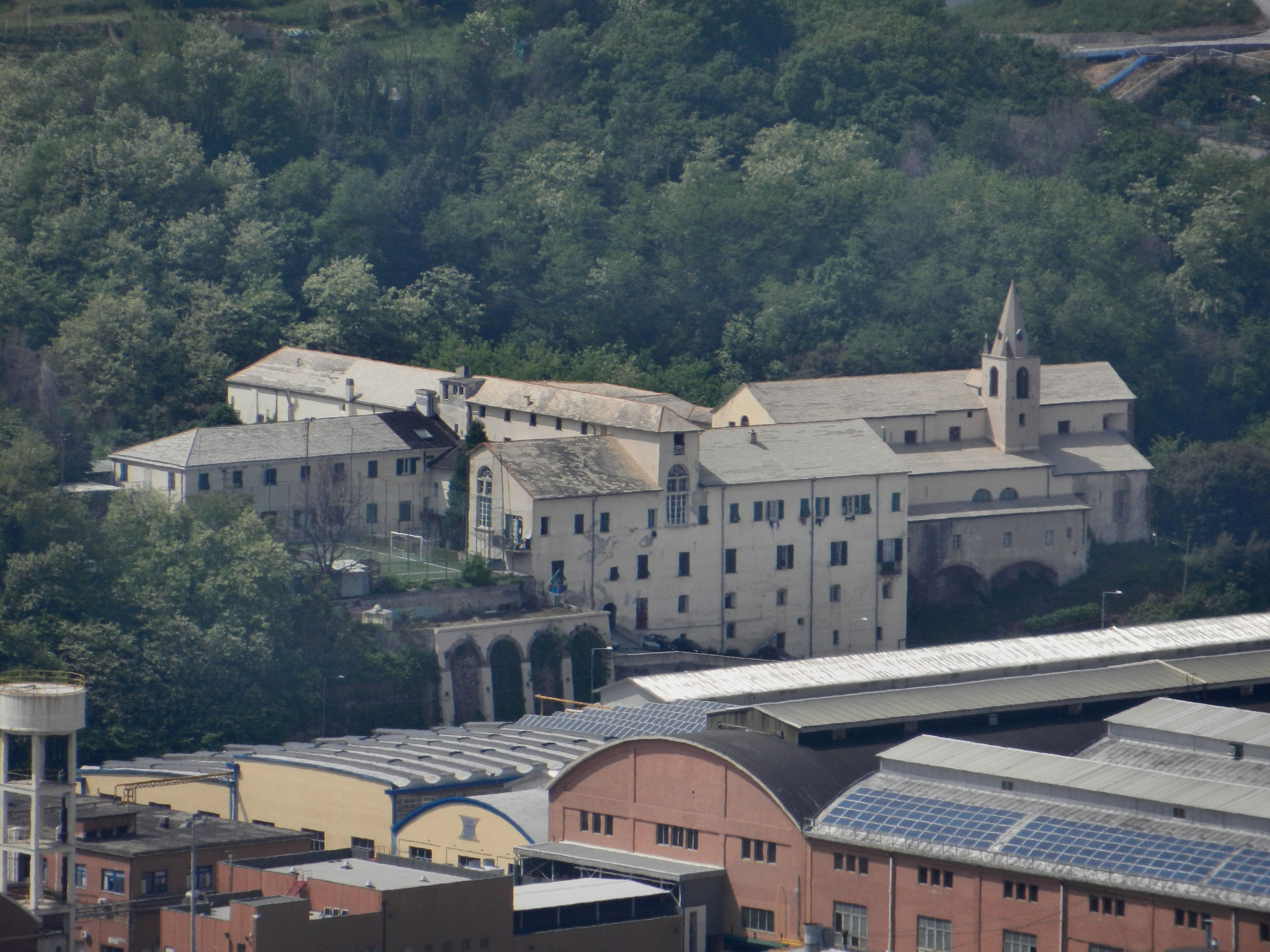
L'abbazia del Boschetto

Al margine settentrionale dell'area di Campi, al confine con la circoscrizione di Rivarolo, si trova l'Abbazia di San Nicolò del Boschetto. In questo luogo, nel 1311, il patrizio genovese Magnano (o Magnone) Grimaldi fece costruire una cappella che un secolo dopo la famiglia Grimaldi donò ai monaci Benedettini, finanziando la costruzione del complesso monastico. Nella chiesa vi sono diverse tombe dei Grimaldi e di altre famiglie patrizie genovesi, tra le quali una della famiglia Doria (1474). Il monastero del Boschetto fu abbandonato dai monaci all'inizio del XIX secolo, a causa delle leggi di soppressione degli ordini religiosi, e divenne proprietà privata della famiglia Delle Piane. I monaci ritornarono dal 1912 e vi rimasero fino al 1958, quando il complesso fu affidato all'Opera Don Orione.

#### Convento dei cappuccini di Campi

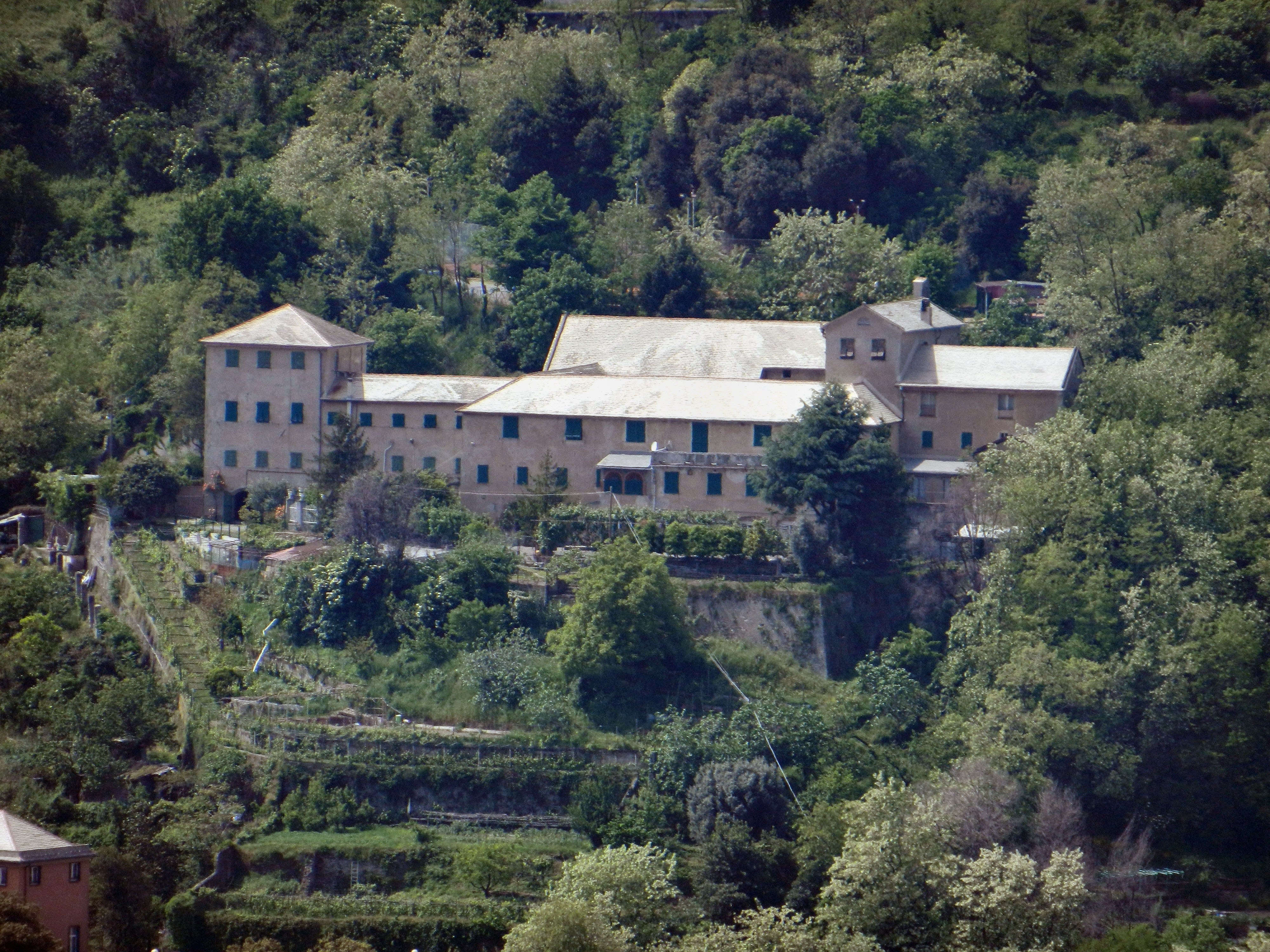
Il convento dei Cappuccini di Campi

Verso la collina di Coronata, alle spalle della villa Balbi-Brignole, lungo la salita "Cappuccini di Campi", un'antica crêuza che collega Campi con il santuario di N.S. Incoronata, si trova il convento dei frati Cappuccini, fondato nel 1621 e poi ingrandito ed abbellito nel 1828 dal marchese Alessandro Pallavicini. Un tempo era circondato da orti che si estendevano su tutto il versante collinare. Oggi è utilizzato come sede per ritiri spirituali e convitto per studenti.

## Infrastrutture e trasporti

### Strade

#### Viabilità antica
Anticamente l'area di Campi era attraversata solo dalle due salite, quella dei Cappuccini e quella del Boschetto, che dal letto del Polcevera risalgono la collina di Coronata, poste in corrispondenza dei guadi esistenti nella zona di Certosa, tra i pochi che consentivano, almeno nella stagione asciutta, il collegamento fra le due sponde con relativa facilità. Occorre infatti tenere conto che l'alveo del torrente, formato da un infido terreno acquitrinoso, rendeva un tempo difficoltosi i collegamenti tra le due sponde; non esistevano ponti e il guado era possibile solo in pochi punti.

#### Viabilità moderna
Con lo sviluppo industriale dell'area all'inizio del Novecento fu aperto corso F.M. Perrone, intitolato all'imprenditore che fu il principale artefice dello sviluppo delle acciaierie.
La via, correndo al piede della collina di Coronata, collega Cornigliano a Rivarolo ed è tuttora un importante asse viario, anche se l'apertura, tra la fine del Novecento e i primi anni duemila dei due assi di scorrimento lungo le sponde del Polcevera ha spostato su questi grossi volumi di traffico. In particolare, l'area di Campi è percorsa dall'ultimo tratto della viabilità in sponda destra del torrente, denominata via Tea Benedetti, che collega Rivarolo al ponte di Cornigliano (ed è percorribile solo in questa direzione, mentre il percorso in direzione opposta è assicurato dalla strada in sponda sinistra). I due assi di scorrimento sono collegati proprio all'altezza dei centri commerciali di Campi dal ponte di via Luigi Perini.

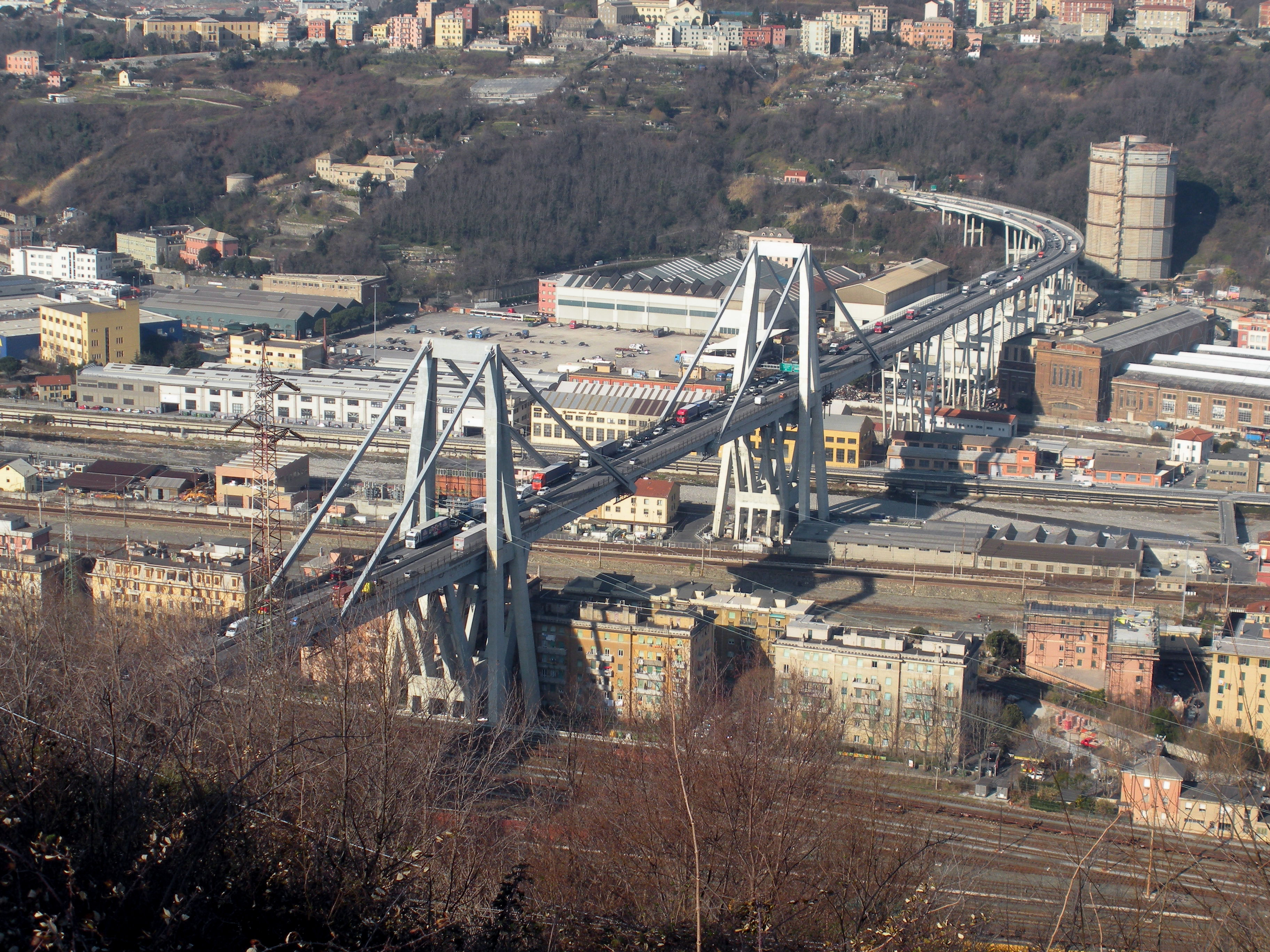
Il viadotto Polcevera prima del crollo

Sull'area ex industriale sono state aperte le due vie sulle quali si affacciano centri commerciali e aziende, via Luigi Perini e via Renata Bianchi.

### Autostrade
Il casello autostradale più vicino è quello di Genova-Aeroporto sull'A10 (Genova – Ventimiglia), a 3  km da Campi.
In alternativa può essere utilizzato il casello di Genova-Ovest, nel quartiere di Sampierdarena, nel quale convergono le tre autostrade che fanno capo a Genova: A7 (Genova – Milano), A10 (Genova – Ventimiglia) e A12 (Genova – Rosignano), situato a 4  km da Campi.
Sull'area di Campi domina il rudere del viadotto Polcevera dell'autostrada A10, crollato nel 2018, che sulla destra della valle scavalca gli stabilimenti Ansaldo.

### Ferrovie
- Le stazioni ferroviarie della rete nazionale più vicine a Campi sono quella di Genova Sampierdarena, a circa 2  km di distanza, più o meno alla stessa distanza c'è quella di Genova Cornigliano.

### Trasporti urbani
Il quartiere è servito dalle linee di autobus 63 e 160 dell'AMT; la prima percorre tutta l'area urbana della Val Polcevera, collegando Sampierdarena a Pontedecimo lungo la viabilità in sponda destra della valle, la seconda collega Campi con il centro del quartiere di Cornigliano.

### Aeroporti
- Aeroporto di Genova-Cristoforo Colombo - 3  km.

### Ospedali
- Ospedale Villa Scassi, Sampierdarena - 3,5  km.
- Ospedale Padre Antero, Sestri Ponente - 4,5  km.